# 額倫珠格格
額倫珠格格，出身不詳，清朝順治帝之格格級庶妃。

## 生平
額倫珠滿文寫為「erenju」，意為「希望」、「期望」。目前並不清楚額倫珠格格是在何時被順治帝收為後宮主位，僅知她的初始位份應即為格格級，因為順治朝的福晉級嬪御多為蒙古王公之女，而小福晉級嬪御多為八旗出身，並且曾經為順治帝生育子女。
康熙五年左右，額倫珠格格去世。同年六月初三日，內務府將其所遺留的兩位使女和其他物品進行分派，後葬於孝東陵。